# Ishar
Ishar je videoherní série vytvořená a distribuovaná francouzskou společností Silmarils pro platformy PC DOS, Amiga, Atari ST a Macintosh. Jedná se o trilogii, která navazuje na hru Crystals of Arborea z roku 1990 (ačkoliv i tato bývá někdy do série přiřazována). Jednotlivé díly žánrově spadají do RPG, odehrávají se ve fantasy prostředí a mají nádech adventury. Vyšly v době „zlaté éry dungeonů“ na začátku 90. let 20. století, kdy byl tento druh her poměrně rozšířený.
Všechny tři díly patří mezi tzv. „krokovací dungeony“ (pohyb není plynulý, odehrává se po skocích ve čtvercích) a boje probíhají v reálném čase (nejsou tedy tahové). Hráč ovládá družinu max. pěti postav, může vybírat z různých ras a povolání. Jak je u tohoto typu her typické, každá rasa a povolání má své specifické charakteristiky. Probíhalo zde střídání dne a noci, hostince a služby ve městech měly svou otevírací dobu (byla zde mj. i banka, kde si hráč mohl uložit peníze). Kvalitní zvukové i grafické zpracování přispívalo k atmosféře během hraní. První a druhý díl neobsahoval generátor postav, nebylo možné si zvolit parametry a vlastnosti u svých postav. Hráč začínal s jednou předvolenou postavou (princ Aramir v prvním a Zubaran ve druhém dílu) a poté mohl k sobě verbovat další postavy s již danými schopnostmi, na které natrefil v průběhu hraní. Ve třetím dílu série si již hráč mohl družinu vytvořit sám.
Studio Silmarils uvažovalo i o čtvrtém dílu pracovně nazvaném Ishar 4: Ishar Genesis, ale nakonec se projekt kvůli nedostatku času a peněz nezrealizoval. Již vytvořené lokace se použily později pro 3D akční videohru Asghan: The Dragon Slayer.

## Hry
- Ishar: Legend of the Fortress (1992) - první díl patřil mezi inovativní hry, neboť většina příběhu se odehrávala ve venkovním prostředí (města, hory, lesy,...) a nikoli pouze v jeskyních, kryptách a kobkách (tzv. dungeonech), jak bylo do té doby zvykem[1] (další RPG hrou s rozsáhlým venkovním prostředím byla Fate: Gates of Dawn).[5]  Další novinkou byly vztahy mezi postavami v družině, mohla se zde vyskytnout zášť až nenávist, láska a další vazby. Na to musel hráč brát zřetel. Příklad: ve hře bylo možné zbavit se postavy jejím zavražděním, což provedl jiný člen party. Pokud byla oběť někým oblíbená, dotyčný ji pomstil a vraha zabil. Nebo jiný příklad, kdy kněz odmítl seslat léčivé kouzlo na temného rytíře. Tyto aspekty z prvního dílu se vyskytují i v následujících pokračováních. Zajímavostí prvního dílu bylo, že uložení pozice nebylo zadarmo, hráč za „save“ musel oželet 1 000 zlatých, což zejména na začátku hry nutilo hráče k rozvážnosti. Ve hře bylo možné vypracovat si jednotlivé postavy maximálně na 10. úroveň (level).[3]
- Ishar 2: Messengers of Doom (1993) - i druhý díl přinesl několik novinek, mezi ně patřilo využívání zvířat při plnění úkolů (např. pro objevení ostrova bylo třeba pustit sokola).[3]
- Ishar 3: The Seven Gates of Infinity (1994) - ve třetím díle, který vynikal na svou dobu precizním grafickým zpracováním, se objevuje motiv cestování v čase. Ve hře se vyskytovaly teleportovací portály, které přenesly družinu v čase. Důležitou roli zde hrálo sledování hodin, neboť portály byly přístupné pouze v určitém časovém rozmezí.[3]